# Río Svratka
El río Svratka es un río de la región checa de Moravia Meridional, de 168,5 km de longitud, que fluye en dirección sur hasta desembocar en el río Dyje —un afluente del río Morava que, a su vez, es afluente del Danubio—.